# فيسنتي دي لا ماتا ماتا
فيسنتي دي لا ماتا ماتا (بالإسبانية: Vicente de la Mata)‏ (15 يناير 1918 بروساريو في الأرجنتين - 4 أغسطس 1980 بروساريو في الأرجنتين) هو مدرب كرة قدم ولاعب كرة قدم أرجنتيني في مركز الهجوم، شارك في كأس أمريكا الجنوبية 1945 وكأس أمريكا الجنوبية 1946. وشارك مع منتخب الأرجنتين لكرة القدم. أما مع النوادي، فقد لعب مع إنديبندينتي ونيولز أولد بويز وسنترال قرطبة دي روساريو ‏.

## مسيرته الكروية
لعب فيسنتي دي لا ماتا ماتا خلال مسيرته الاحترافية مع ناديين في ستة عشر موسمًا وسجل خلالها 152 هدف ضمن 385 مباراة. ولم يفز بأي موسم بالكأس وفاز في ثلاثة مواسم بالدوري.
خاض فيسنتي دي لا ماتا ماتا مسيرته مع نادي إنديبندينتي في موسم 1937 ليلعب معه أربعة عشر موسمًا، مشاركًا في 362 مباراة سجل خلالها 151 هدف. ثم انتقل إلى FC Barcelona (beach soccer) ‏ في عامي 1951-1953 ولمدة موسمين، حيث شارك في 23 مباراة سجل خلالها هدفًا واحدًا.

## وصلات خارجية
- فيسنتي دي لا ماتا على موقع قاعدة بيانات كرة القدم.إي يو (الإنجليزية)
- فيسنتي دي لا ماتا على موقع ناشيونال فوتبول تيمز (الإنجليزية)
- فيسنتي دي لا ماتا على موقع عالم كرة القدم.نت (الإنجليزية)